# Polycera marplatensis
Polycera marplatensis Franceschi, 1928 è un mollusco nudibranchio della famiglia Polyceridae.